# Estación Central de Fráncfort del Meno

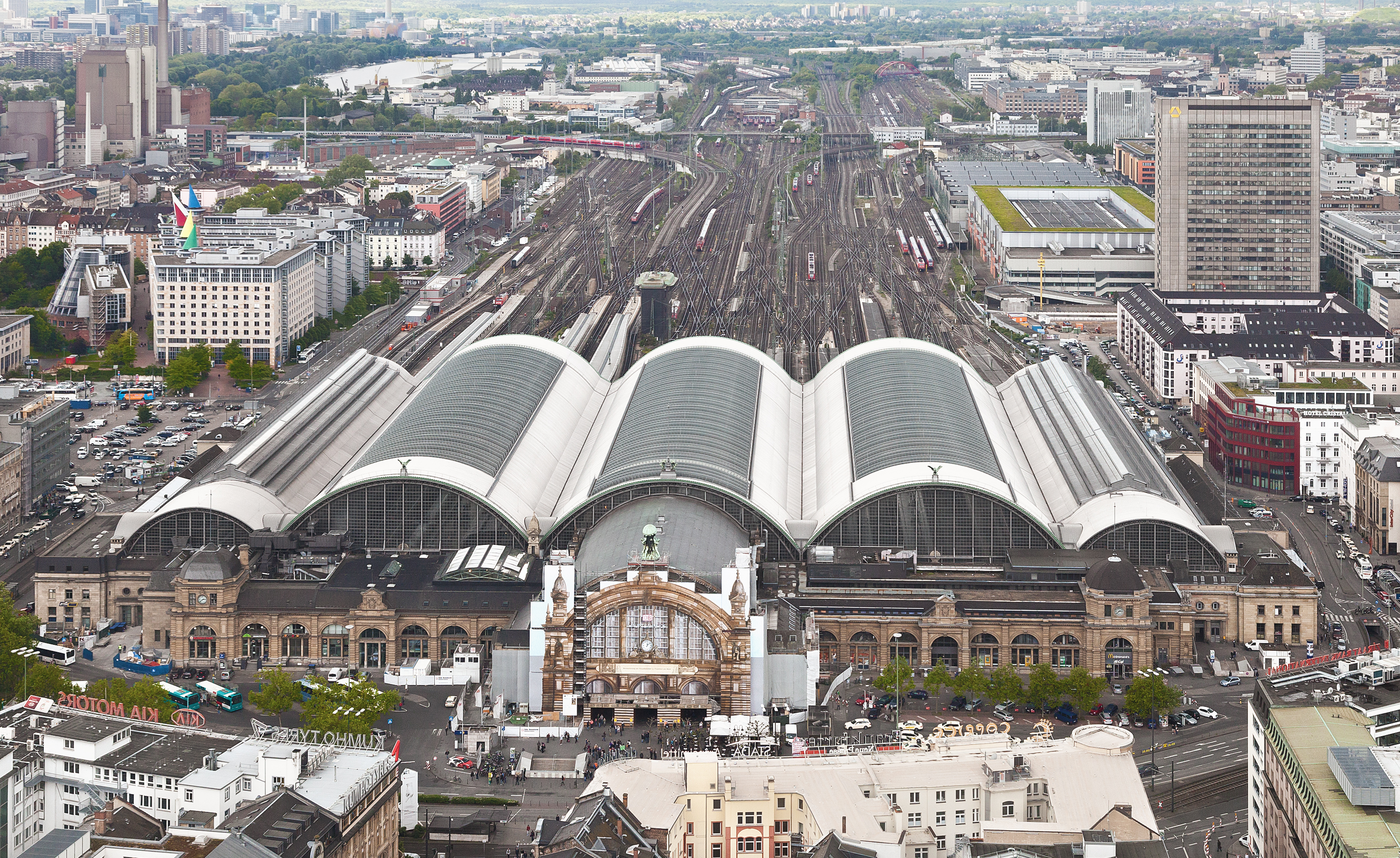
Vista aérea de la estación

La Estación Central de Fráncfort del Meno (en alemán: Frankfurt am Main Hauptbahnhof) es la mayor estación de ferrocarril de Fráncfort del Meno y una de las principales de Alemania. Constituye un nudo de comunicaciones de la ciudad, tanto con la red del U-Bahn y S-Bahn. Con 350.000 viajeros por día y 130 millones de viajeros cada año, es una de las estaciones de ferrocarril más grandes de Alemania y de Europa.

## Historia
Antes de la construcción del edificio actual, hasta finales del siglo XIX existieron hasta tres estaciones que conectaban Fráncfort con el oeste, norte y sur de Alemania.
La estación fue construida por la constructora Philipp Holzmann, iniciándose las obras en 1883. La Central-Bahnhof Frankfurt fue finalmente inaugurada el 18 de agosto de 1888. Justo en la tarde del día de la inauguración, el tren pasó por encima del tope final y la locomotora resultó dañada. En el transcurso de los siguientes años la zona este de la nueva estación, la Bahnhofsviertel, fue edificándose hasta quedar completada en 1900. Hasta la finalización de la Estación Central de Leipzig en 1915, la estación de Fráncfort era la más grande de Europa.
A partir de 1920 las instalaciones quedaron integradas en la red de la compañía ferroviaria estatal Deutsche Reichsbahn (DR). En 1924 se agregaron dos salones neoclásicos a cada lado de la sala principal, aumentando el número de andenes hasta veinticuatro. Durante la Segunda Guerra Mundial el edificio resultó parcialmente dañado, sobre todo los techos acristalados que cubren los andenes. Tras la división de Alemania, a partir de 1949 las instalaciones fueron operadas por la empresa estatal Deutsche Bundesbahn (DB) de la Alemania occidental. En 1956 la estación fue totalmente electrificada. Un año más tarde fue inaugurada una gran torre de control y señales, siendo entonces la más grande de Europa, y que ha acabado convirtiéndose en un edificio protegido.

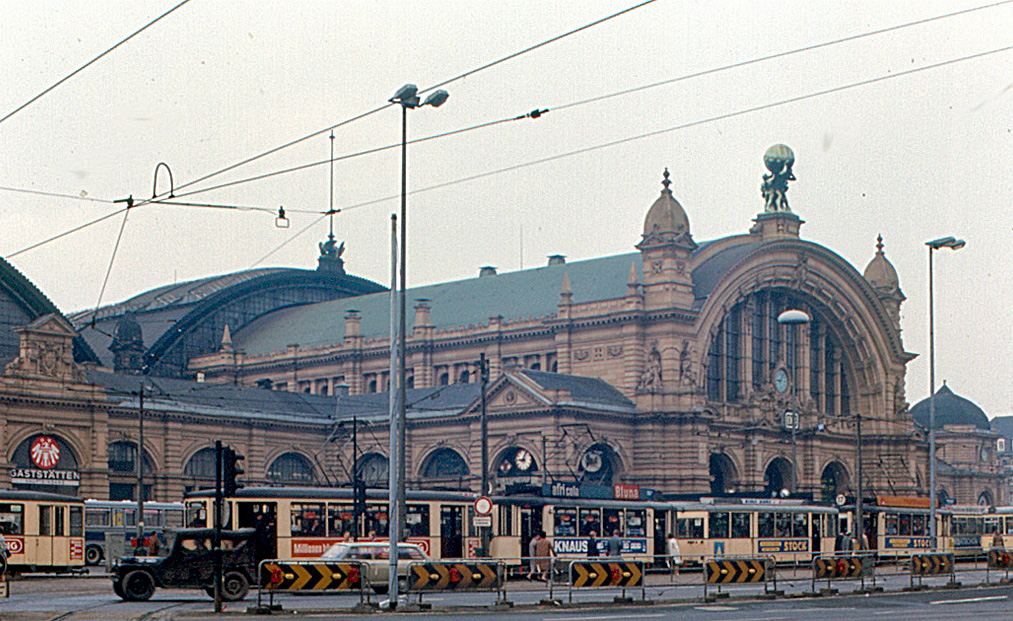
Vista lateral de la fachada en 1970.

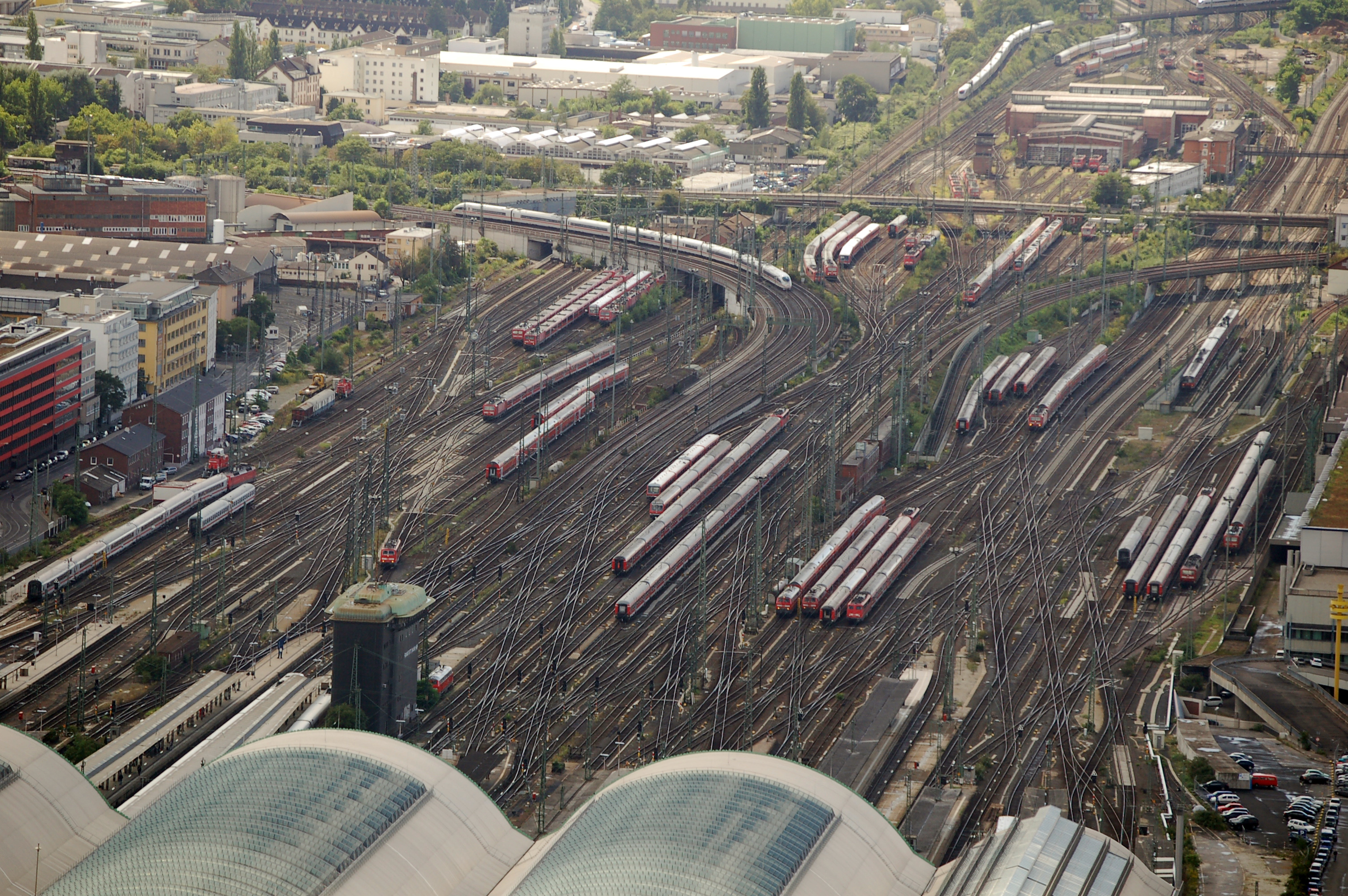
Playa de vías de la estación.

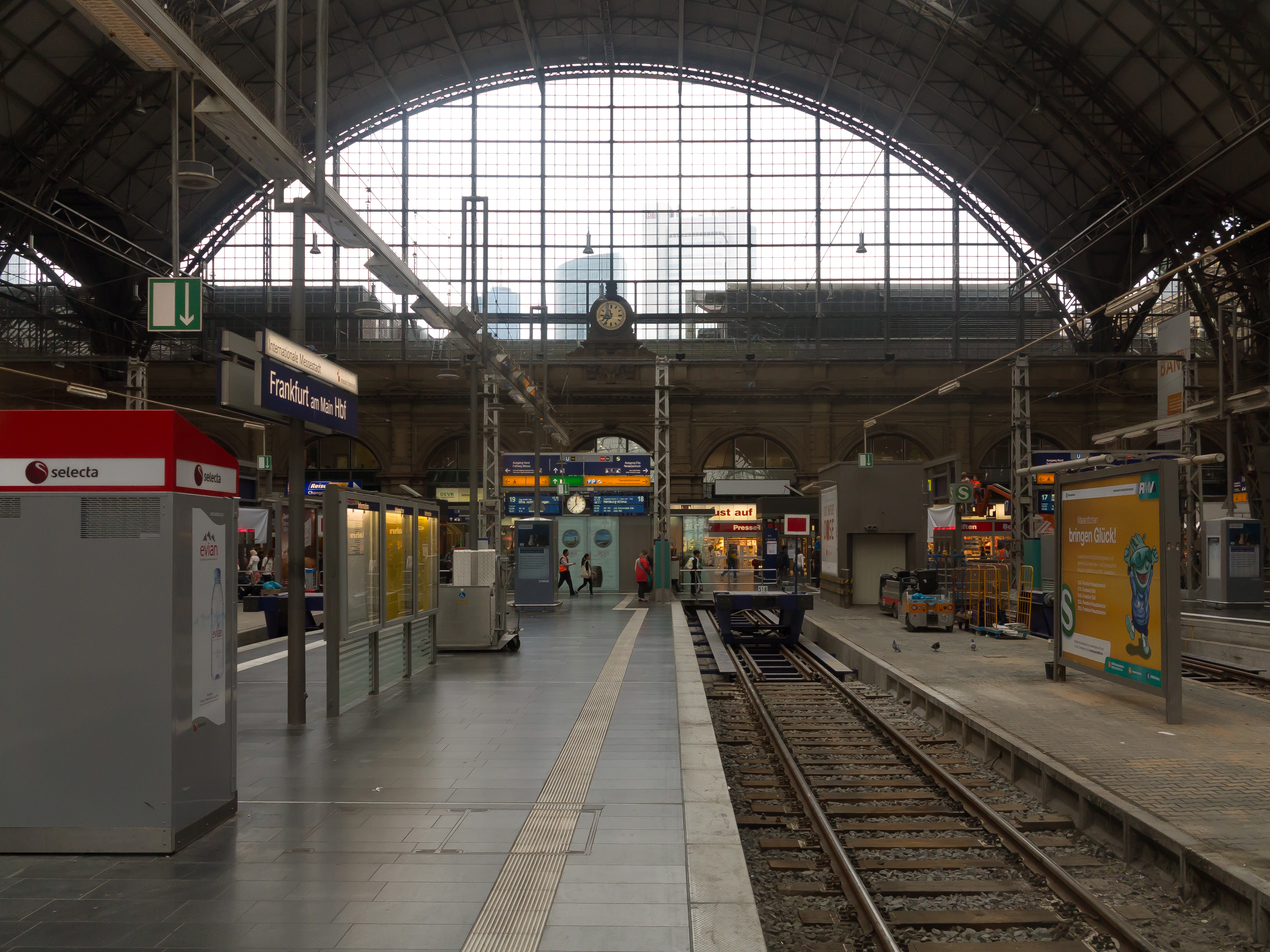
La estacion quai Gleis 18

A partir de la construcción en 1971 del B-Tunnel para las instalaciones del Metro de Fráncfort del Meno (U-Bahn), se añadió un nivel subterráneo situado en frente del edificio principal y se inauguró la primera escalera mecánica de la ciudad, que incluía un acceso a un gran centro comercial, una estación para los trenes U-Bahn y S-Bahn, un refugio antiaéreo y un aparcamiento público. Las estaciones subterráneas fueron abiertas al público en 1978 y habían sido construidas según el método "cortar y cubrir", que implicó la demolición del segundo vestíbulo del norte y su reconstrucción después de que quedaran completadas las obras en las estaciones.
Tras la reunificación alemana, a partir de 1994 las instalaciones son operadas por la compañía Deutsche Bahn (DB).
Entre 2002 y 2006 fue renovada la cubierta de la estación, que es un edificio protegido. Esto implicó la renovación de las antiguas vigas de acero, la reinstalación de las ventanas que habían sido reemplazadas por paneles después de la Segunda Guerra Mundial y una limpieza general de los vestíbulos y andenes. La parte operativa de la estación está siendo renovada. Así, recientemente el antiguo edificio de señales ha sido reemplazado con un sistema de señalización electrónica. Esto es vital para mejorar la capacidad de la estación. El nuevo sistema de señalización comenzó a funcionar a finales de 2005 y permitirá una mayor velocidad en la estación (hasta 60 km/h) después de la remodelación de las vías.

## Arquitectura
La estación se divide en dos partes principales: el vestíbulo de recepción, y la playa de vías y andenes. Hermann Eggert fue el arquitecto que construyó desde 1883 a 1888 la estación original, considerada como su obra más importante en estilo neorrenacentista; la fachada oriental del vestíbulo principal cuenta con un gran reloj flanqueado por dos estatuas que simbolizan el día y la noche. En la parte superior del reloj aparecen la palabra Hauptbahnhof (y el logo de la Deutsche Bahn, colocado con posterioridad).
En los dos vestíbulos añadidos en 1924 predomina el estilo neoclásico. 